# Marit Nicolaysen
Marit Helene Nicolaysen född 22 november 1953, är en norsk författare och barnboksförfattare.
Marit Nicolaysen är född, uppvuxen och bosatt i Oslo. Hon är utbildad i franska, statsvetenskap och litteratur vid Universitetet i Oslo, och portugisiska som hon delvis har studerat i Portugal.
Hennes bokserie om Svein og rotta är översatta till ett flertal språk.